# Sord M23P
Il Sord M23P è un personal computer giapponese "trasportabile" (pesa circa 9 kg), prodotto dalla Sord Computer Corporation nel 1983.
È dotato del processore Zilog Z80A con frequenza di 4 MHz e come sistema operativo può utilizzare il sistema proprietario Sord OS oppure il CP/M versione 2.2.
È stato uno dei primi sistemi a usare i floppy disk drive nel formato 3½" prodotti dalla Sony.

## Specifiche tecniche
| CPU              | Zilog Z80A @ 4.00 MHz                                                                                                   |
| RAM              | 128 KiB |
| ROM              | 4 KiB |
| Tastiera         | meccanica, a 94 tasti con tastierino numerico.                                                                          |
| Display          | display LCD optional, 80x8 linee, oppure monitor CRT convenzionale: testo (80x25) e grafica (640x200 pixels), 8 colori. |
| Suoni            | altoparlante interno |
| Porte            | 2 porte RS232, 1 porta parallela, 2 slot S-100                                                                          |
| Memoria di massa | 2 floppy disk drive da 3½", 290 KB ognuno                                                                               |